# Polindus
Die Grupa Kapitałowa Polindus Sp. z o.o. ist eine Holdinggesellschaft, in der verschiedene Firmen der polnischen Milchindustrie gebündelt sind. Die Holding gehört zu den größten Milchverarbeitern Polens und ist der größte Trockenmilchproduzent und -exporteur des Landes. Im Jahr 2012 wurde sie mit einem Umsatz von 583 Millionen Złoty in der Polityka-Liste der 500 größten polnischen Unternehmen auf Platz 383 geführt. 2011 soll der Umsatz bei rund EUR 150 Millionen Złoty gelegen haben. 2013 wurde von 620 Beschäftigten bereits ein Umsatz von rund 250 Millionen Euro erwirtschaftet. Zur Gruppe gehören heute Unternehmen wie Laktopol, Laktopol-A, Laktopol International, Franser oder Polindus ex Monts de Joux. Mit diesen Unternehmen werden Produktion oder Einkauf der Rohstoffe, Vorproduktionsstufen, die Endproduktion sowie die nationale und internationale Vermarktung betrieben. 

## Geschichte
Die Unternehmensgeschichte begann am 29. August 1989 mit der Gründung der Polindus Sp. z o.o., die einen Produktionsstandort in Bosutów bei Krakau betrieb. Hier wurden in einem Geschäftsbereich Hochlagerregale für Kunden wie Géant, Auchan oder Groupe Carrefour hergestellt und in einem weiteren importiertes Kasein verarbeitet und exportiert. 
Am 4. Juli 1995 wurde eine Mehrheitsbeteiligung an der Molkerei PPHU Laktopol Sp. z o.o. übernommen. Im Jahr 2000 erfolgte dann die Übernahme des Unternehmens MITEX in Łosice, welches später in Laktopol-A umfirmierte. Hier werden Butter und Milchpulver hergestellt. Ebenfalls 2000 wurde das Gestüt Stadnina Koni Moszna erworben. Hier werden Kuhherden gehalten. 2005 wuchs die Gruppe um die französischen Milchverarbeiter Des Monts De Joux (Bannans) und Franser. Am 30. Dezember 2005 übernahm die Gruppe auch noch vom polnischen Staatsschatz die Przedsiębiorstwo Przetwórstwa Blach Bistyp, ein metallverarbeitendes Unternehmen. Im Jahr 2009 wurde einer der modernsten Trockentürme Europas zur Milchpulverproduktion eingeweiht. Mit dieser Anlage stieg die Tageskapazität der Gruppe in der Milchpulverproduktion auf 170 Tonnen.

## Weblink
- Website des Unternehmens (englisch)